# Símbolo de Legendre
En la  teoría de los números, el símbolo de Legendre es una función multiplicativa utilizada para determinar el carácter cuadrático de un número (mod p), es decir si es residuo cuadrático o no; la misma  que toma como argumentos un entero {\displaystyle a} y un primo {\displaystyle p} y devuelve uno de los valores {\displaystyle 0,1,-1}  dependiendo de si {\displaystyle a} es o no residuo cuadrático módulo {\displaystyle p}, es decir de si la congruencia 
{\displaystyle x^{2}\equiv a{\pmod {p}}}
tiene solución o no. 
El símbolo de Legendre fue introducido por Adrien-Marie Legendre in 1798  en el curso de sus intentos de demostrar la ley de reciprocidad cuadrática. Generalizaciones del símbolo incluyen el símbolo de Jacobi y los caracteres de Dirichlet de orden superior. La conveniencia de la notación del símbolo de Legendre inspiró la introducción de varios otros símbolos que se utilizan en la teoría algebraica de números, como el símbolo de Hilbert y el símbolo de Artin.

## Definición
Dado un entero {\displaystyle a} y un primo impar  {\displaystyle p}  , el símbolo de Legendre, denotado 
{\displaystyle \left({\frac {a}{p}}\right)},  se define  como sigue:

{\displaystyle \left({\frac {a}{p}}\right)={\begin{cases}0&{\text{si }}p{\text{ es divisor de }}a,\\1&{\text{si }}a{\text{ es residuo cuadrático módulo }}p,\\-1&{\text{si }}a{\text{ es no residuo cuadrático módulo }}p.\\\end{cases}}}

## Ejemplo
{\displaystyle x=2\Rightarrow 2^{2}\equiv 1{\pmod {3}}\Rightarrow \left({\frac {1}{3}}\right)=1}.

## Formulaciones alternativas
Para algunos valores concretos de {\displaystyle a}, el símbolo de Legendre aún puede simplificarse más:
- a) {\displaystyle \left({\frac {-1}{p}}\right)=(-1)^{\tfrac {p-1}{2}}}.

- b) {\displaystyle \left({\frac {2}{p}}\right)=(-1)^{\tfrac {p^{2}-1}{8}}}.

## Propiedades
El símbolo de Legendre satisface algunas propiedades interesantes:
- i) {\displaystyle \left({\frac {q}{p}}\right)\left({\frac {p}{q}}\right)=(-1)^{{\tfrac {p-1}{2}}{\tfrac {q-1}{2}}}} para todo par de primos {\displaystyle p,q}.

- ii) {\displaystyle \left({\frac {ab}{p}}\right)=\left({\frac {a}{p}}\right)\left({\frac {b}{p}}\right)}.